# Bornbach (Seemenbach)
Der Bornbach ist ein etwa zwei Kilometer langer Bach. Er ist ein linker und südöstlicher Zufluss des Seemenbaches im hessischen Wetteraukreis.

## Geographie

### Verlauf
Der Bornbach entspringt in zwei Quellästen in einer Heilquellenschutzzone  in der östlichen Wetterau auf einer Höhe von etwa 330 m ü. NHN in einem Nadelwald südlich des Büdinger Stadtteils Rinderbügen und südwestlich des Wächtersbacher Stadtteils Waldensberg. Nach dem Zusammenfluss der beiden Äste fließt der Bornbach zunächst in westlicher Richtung durch das Waldgewann Die Finkerslache, läuft dann zuerst nordwestlich und danach mehr nördlich zwischen den Mischwald Dornbusch und einer stillgelegten Braunkohlehalde. Etwas bachabwärts grenzt er auf seiner rechten Seite an die Wenzelswiese und wird auf derselben Seite von dem kleinen Steinbach gestärkt. Sein Lauf, welcher nunmehr westlich von einem Mischwald und östlich durch Grünland begrenzt wird, führt in Richtung Nordwesten. Er speist dann einen kleinen Weiher, fließt danach östlich an einem Sportplatz vorbei und  mündet schließlich auf einer Höhe von circa 203 m ü. NHN im Naturschutzgebiet Seemenbachtal bei Rinderbuegen  von links in den Seemenbach.

### Zuflüsse
- Steinbach (rechts), 0,9 km

### Flusssystem Nidder
- Fließgewässer im Flusssystem Nidder